# Un lugar lejano
Un lugar lejano es una película de 2009 dirigida por el cineasta urugayo José Ramón Novoa, con un guion original del escritor Fernando Butazzoni y protagonizada por Erich Wildpret, Mirela Mendoza, Tristán Ulloa, Alberto Alifa, Elba Escobar y Marcela Kloosterboer. fue finalista del Premio para Guiones del Festival Internacional de Cine de La Habana, Fernando Butazzoni, autor de la novela del mismo nombre (Editorial Planeta, 2008).. El film fue estrenado el 20 de abril de 2010 en Argentina. Tuvo el título alternativo de En un lugar lejano.

## Producción
Fue una coproducción de tres países: Venezuela (Joel Films) Argentina (Aleph Media) y España (Avalon Productions). Por Venezuela, se encuentra también Adolfo López Producciones como coproductor Nacional.
Un lugar lejano contó con el aporte de Ibermedia a las coproducciones latinoamericanas, el pre-comprado por Televisión Española y el concurso del Centro Nacional Autónomo de Cinematografía de Venezuela (CNAC) para el financiamiento de largometrajes. 
El rodaje de Un lugar lejano se inició el 16 de julio de 2007 en Venezuela. Desde el 20 de agosto continuó en el sur de la Patagonia argentina y posteriormente en algunas localidades de Galicia, en España.
Panavisión se asoció al proyecto aportando las cámaras y otros elementos necesarios para la producción. Los equipos llegaron desde Los Ángeles y la película fue rodada en Súper 35 mm en formato panorámico (2.40 x 1).

## Argumento
El film narra en un tono casi íntimo la historia de Julián (encarnado por el actor Erich Wildpred), un famoso fotógrafo que ha llegado a los cuarenta años, cansado, abandonado a su propia tristeza y soledad. A Julián le descubren un cáncer que va minando sus fuerzas para quitarle toda esperanza. Pero él tiene un sueño, una visión que cambiara su vida: sueña una foto que nunca ha tomado. Viaja entonces hacia ese lugar lejano para buscar la foto, y encuentra a una mujer (Marcela Kloosterboer) luego de un extraño accidente De pronto descubre que su vida cambiará para siempre.

## Reparto
- Erich Wildpred ...Julián
- Mirela Mendoza ...Lisa
- Tristán Ulloa ...Roque
- Alberto Alifa
- Elba Escobar
- Marcela Kloosterboer...María
- Paul Gámez

## Comentarios
De la película opinó Pablo Abraham:

” …Julián (un convincente Erich Wildpret)…es…nuestro protagonista…lo vemos en Caracas, en donde el film va narrando su progresiva degradación física y moral debido no sólo al avance de la enfermedad sino también a su soledad y a su ausencia de esperanza. Pero una vez identificado el lugar donde está la foto que sueña (...Manchuria, en la Patagonia argentina) emprende un largo viaje como último aliento antes de su cercana muerte. Y allí empieza…la parte del film que más interés despierta...aunque el tema sea muy manido, pues el contacto con una solitaria joven campesina del lugar (Marcela Klooterboerg, notable revelación) hará que renazca en Julián la pasión y la alegría por la vida. Novoa hace que esta parte de la historia funcione de lo más natural, sin exagerar las situaciones y manteniendo el ritmo pausado, aunque no lento, de lo que está contando…Lo que viene a continuación destruye el encanto y deja con algo de desconcierto...pues...reta a seguir creyendo el cuento al ofrecérsele una milagrosa curación de la enfermedad...y la decisión final del protagonista de abandonar su propio mundo, perdiéndose en...la Patagonia, buscando ese otro mundo que soñó o se imaginó en su delirio, y que lo ayudó a recuperarse. 

El objetivo falla porque a lo largo del film...la obsesión por la foto soñada es revestida de una posible trascendencia existencial del protagonista… Si bien es cierto que el personaje evoluciona (la primera toma del film lo muestra postrado y angustiado, en la última se aleja...caminando felizmente por la Patagonia), y que es aceptable que las dudas de lo que vivió o soñó queden flotando, esa pretendida trascendencia se diluye por completo para dar paso a una cierta "nadería", o mejor, un cierto aspecto de vacío interior del protagonista que ni siquiera el autor parece haberse dado cuenta. En vista de esto, no podemos dejar de pensar, entonces, que los motivos del sueño de Julián para emprender el viaje pueden ser considerados como una manifestación de desequilibrio mental de un hombre al borde de la muerte…un lunático que nunca ha sabido qué es lo que quiere en la vida.

Opinó Pablo Abraham:

La obra de José Ramón Novoa ha sido una de las pocas que ha logrado atraer el público que había venido perdiendo el cine venezolano desde la década de los 90. Prueba de ello son los éxitos de Sicario (1994), Garimpeiros (2000, conocida internacionalmente como Oro negro), y El Don (2006), películas que exhibían sin pudor un gusto por los temas y personajes marginales, protagonistas de unos dramas en el mejor estilo de lo que se ha dado por concebir como verismo latinoamericano: el barrio, la pobreza, el delincuente juvenil, la ausencia de ley, la sobre vivencia en un mundo violento...  Novoa también ha sido productor de films igualmente exitosos como Huelepega, la ley de la calle (1999) y Punto y raya (2004), ambas dirigidas por su esposa Elia Schneider.